# Laura Angel
Laura Angel (Lenka Gorgesova, 16 d'octubre de 1974) és una antiga actriu pornogràfica i directora de pel·lícules X txeca.

## Premis
- 2000 Hot d'Or a la millor actriu europea;[2]
- 2001 FICEB Premi a la millor escena lesbiana per La provocación;[3]
- 2002 FICEB Premi a la millor actriu per Angelmania - Interselección;[3]
- 2003 Venus Award Millor esperança femenina europea.[4]